# 前阳坡遗址
前阳坡遗址，位于中国河北省张家口市西面井村，为张家口市张北县的一个省级文物保护单位，类型为古遗址，公布时间为1993年7月15日。
前阳坡遗址的历史年代为新石器时代。